# Eurycyde sertula
Eurycyde sertula là một loài nhện biển trong họ Ascorhynchidae. Loài này thuộc chi Eurycyde. Eurycyde sertula được miêu tả khoa học năm 1991 bởi Child.